# Cuadernos de Arqueología e Historia de la Ciudad
La revista Cuadernos de Arqueología e Historia de la Ciudad va ser la publicació científica de referència del Museu d'Història de Barcelona entre 1960 i 1980. Recollia, principalment, les activitats i estudis del Seminario de Arqueologia e Historia de la Ciudad. La dirigia el mateix director del Museu Frederic Udina i Martorell.
La revista compaginava un nucli d'articles dedicat als descobriments arqueològics a la ciutat de Barcelona i les conclusions històriques que se'n derivaven, amb seccions més orientades a la divulgació i a la crònica de les activitats del museu redactades pels seus conservadors i altres col·laboradors externs.
A partir del 2005, el Museu d'Història de Barcelona va tornar a editar una publicació científica de referència, ja en català, denominada QUARHIS Quaderns d'arqueologia i història de la ciutat de Barcelona' que en certa manera és continuadora dels Cuadernos.